# Crown Hall

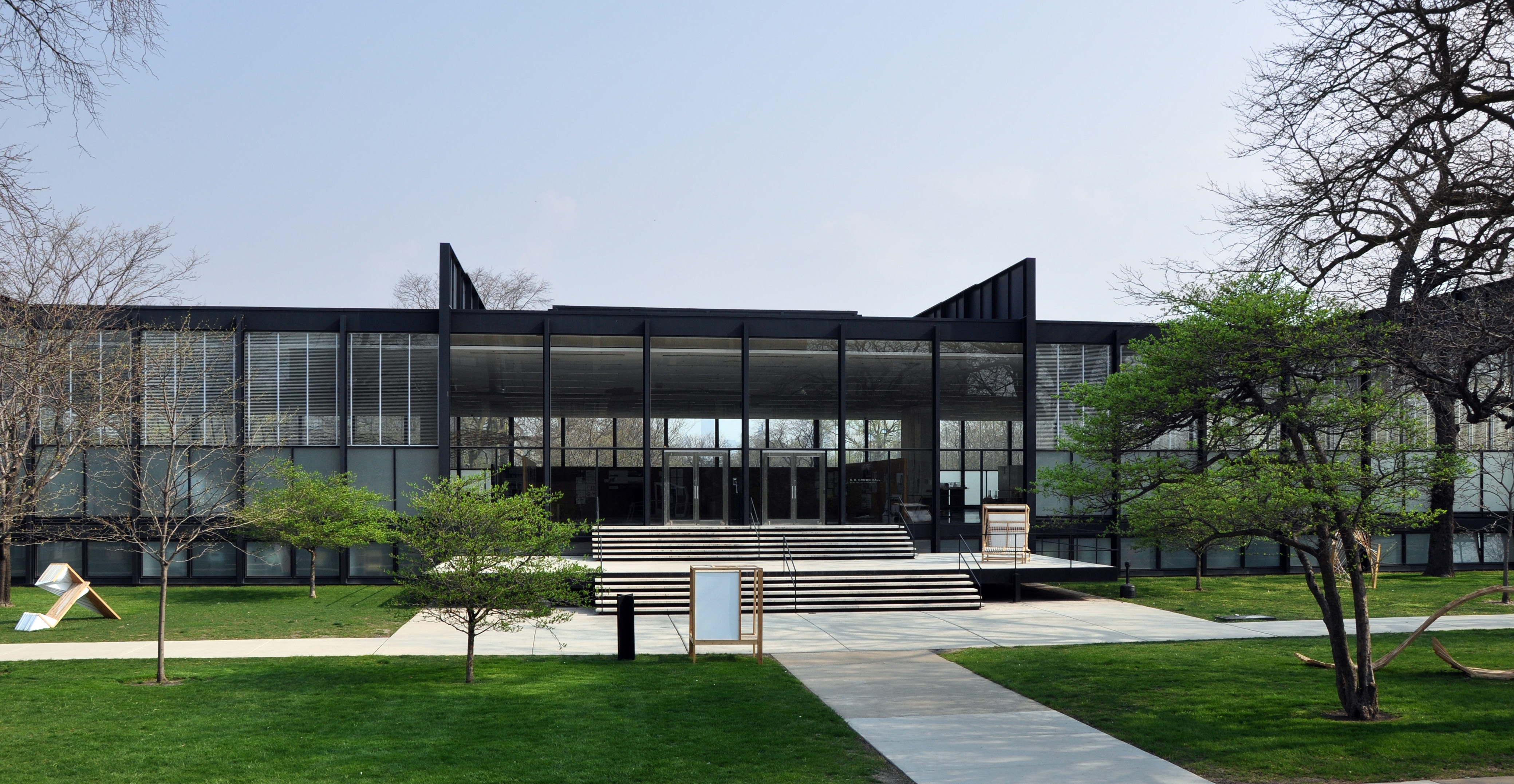
Crown Hall – Haupteingang (2011)

Die S.R. Crown Hall ist das Hauptgebäude des College of Architecture, Planning and Design des Illinois Institute of Technology (IIT) in Chicago.
Sie ist eines der Hauptwerke des Architekten Ludwig Mies van der Rohe und gilt als eines der bedeutendsten Gebäude der Architektur der Moderne bzw. des International Style.

## Geschichte
Ludwig Mies van der Rohe emigrierte 1938 in die Vereinigten Staaten von Amerika und übernahm im selben Jahr die Leitung des Department of Architecture des Armour Institute in Chicago. Dieses fusionierte bald darauf mit dem Lewis Institute zum Illinois Institute of Technology (IIT). 1940 wurde er mit der Gesamtplanung des neuen Hochschulcampus des IIT beauftragt und realisierte selbst anschließend eine Reihe von Institutsgebäuden auf dem Campusgelände. Die Crown Hall ist eines davon und wurde zwischen 1954 und 1956 als neues Hauptgebäude des Department of Architecture errichtet. Mit den Architekten waren auch die Städteplaner und Designer hier untergebracht.
Wegen ihrer klassischen Erscheinung wurde sie von Kritikern oft mit klassischen oder klassizistischen Gebäuden in Beziehung gesetzt. Mies van der Rohe selber resümierte:
„Ich glaube, das ist die klarste Konstruktion, die wir je gemacht haben, und sie drückt am besten unsere Philosophie aus.“ (Spaeth, S. 130)
Am 7. August 2001 wurde die Crown Hall als National Historic Landmark anerkannt und in das National Register of Historic Places eingetragen. Nach einer umfangreichen Renovierung und technischen Generalüberholung ist sie seit 2005 vor allem für temporäre und repräsentative Veranstaltungen wieder in Gebrauch.
Im Werk Mies van der Rohes steht die Crown Hall zwischen dem kleinen Farnsworth House (1951) vergleichbarer Bauweise und dem nicht realisierten Wettbewerbsentwurf für das Nationaltheater in Mannheim (1954), das ebenfalls ganz ähnlich konstruiert gewesen, aber wesentlich größer geworden wäre. Sie ist ein frühes Beispiel für den neben den Hochhäusern zweiten wichtigen Bautyp seiner amerikanischen Zeit, den stützenlosen nutzungsvariablen Hallenraum, auch „Universalraum“ genannt. Sein letztes Bauwerk dieses Typs, allerdings mit richtungsneutraler Deckenkonstruktion, ist die Neue Nationalgalerie (1967) in Berlin.

## Beschreibung
Die Crown Hall hat zwei Geschosse und erhebt sich auf einer Grundfläche von 120 × 220 Fuß (36,60 × 67,00 m) in eine Höhe von 24 Fuß (7,40 m). Das im Erdboden eingelassene Sockelgeschoss ragt 6 Fuß (1,85 m) über die Geländeoberfläche hinaus und ist durch Stahlbetonstützen im Raster von 30 × 20 Fuß (9,25 × 6,17 m) gegliedert. Hier war vor allem das Institute of Design mit seinen Seminarräumen, Werkstätten, Büros und die Bibliothek untergebracht.
Der Architekturabteilung stand die über dem Sockelgeschoss liegende Halle zur Verfügung. Diese Halle erstreckt sich über die gesamte Grundfläche des Gebäudes (ca. 2450 m²) und ist mit Granitplatten ausgelegt. Ohne Stützen im Raum wird sie lediglich durch zwei raumhohe Installationsschächte, einige holzverschalte Stellwände und die beiden Innentreppen unterteilt. Die übrigen Flächen sind frei disponibel.
Die Primärkonstruktion besteht aus jeweils vier an den Längsseiten im Abstand von 18 m im Erdboden eingespannte Stützen aus Stahl-H-Profilen, die durch 1,88 m hohe Stahlvollwandbinder miteinander verbunden sind, von denen die Dachkonstruktion abgehängt ist (Statik mit Frank Kornacker). Gebäudehohe Doppel-T-Stahlprofile rahmen die großflächige Verglasung des gesamten Gebäudes vom Erdboden bis zum Dach. Alle Stahlbauteile bestehen aus industriell vorgefertigten, handelsüblichen Halbzeugen, die Verbindungen sind nach Norm gewöhnlich verschweißt und die ganze Konstruktion ist mit einem schwarzen Schutzanstrich überzogen.
Die Glasflächen der Fassaden im Sockelgeschoss und der unteren, türhohen Partie der Halle bestehen aus transluzentem Glas (Milchglas). Das Gebäude wird über zwei Außentreppen in der Mittelachse der Längsseiten erschlossen, die vom Erdboden zur Halle aufsteigen, in der etwa mittig zwei Innentreppen in das Sockelgeschoss hinunterführen.